# 小早川常雄
小早川 常雄（こばやかわ ときお、1879年（明治12年）7月21日 - 1970年（昭和45年）2月）は、日本の実業家。京三製作所創業者。
　　

## 来歴・人物
広島県賀茂郡出身。1906年（明治39年）東京帝国大学工科大学電気工学科卒業後、川越電気鉄道技師長を経て、1907年（明治40年）芝浦製作所（現・東芝）入社。技術部・商務部各副部長を務めた後、1918年（大正7年）独立し、東京電機工業を創業。会社事務所を当時の東京市京橋区の三十間掘に置いたことから、"京橋"と"三十間掘"から一字ずつとって「京三商会」（現・京三製作所）と名付けた。
当初は水力・火力発電所や電気鉄道の計画・設計・工事の請負や出願書類の作成、これらに関わる機械器具類の製造販売を手掛けていたが、その後鉄道信号機の製造を始めた。第一次世界大戦後の不況で中小企業の整理が続出すると、逓信省電気試験所の鳥潟右一から、東京電機工業、東京帝国大学工科大学教授・鯨井恒太郎より日本電気応用の整理を委嘱された。1926年（昭和元年）京三製作所に社名を変更。以降は信号機製作のパイオニアとして同社を育てた。
工手学校（現・工学院大学）で教鞭を執っていた時期があり、白石兄弟商会（現・白石工業）創業者・白石恒二が教え子だった縁で、「京三商会」を設立した1918年に白石工業の取締役に迎えられ、同社会長なども兼任し、日本の石灰（炭酸カルシウム）製造の発展にも貢献している。
1940年（昭和15年）京三製作所会長、1944年（昭和19年）同相談役に退く。
1940年（昭和15年）運輸大臣賞、1960年（昭和35年）藍綬褒章、1964年（昭和39年）勲四等旭日小綬章授与。